# Dżabal ad-Duchan
Dżabal ad-Duchan (arab. جبل الدخان) – najwyższe wzniesienie Bahrajnu. Nazwa znaczy „Góra Dymu” i odnosi się do często pojawiającego się nad szczytem zmętnienia. Jest to najwyższy punkt wyspy oraz całego państwa.
Na wzgórzu i wokół niego znaleziono krzemienie pochodzące z epoki kamienia. W sąsiedztwie wzgórza znajduje się wiele jaskiń, oraz bogate złoża gazu ziemnego i ropy naftowej.  
W pobliżu wzniesienia znajduje się również Dar al-Naft Oil Museum prowadzone przez Bahrain Petroleum Company (Bapco), gdzie znajdował się pierwszy odwiert naftowy w Zatoce Perskiej, otwarty w 1931. 